# جزر ليتي

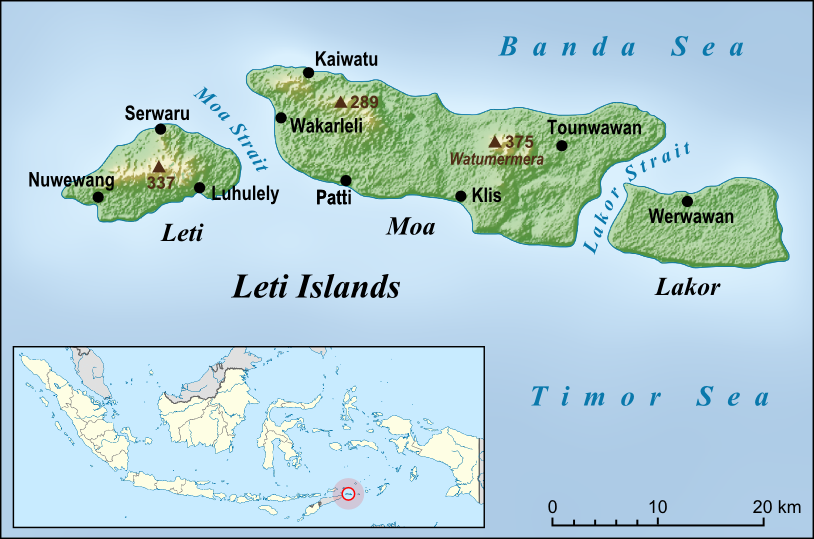
جزر ليتي ضمن جزر الملوك

جزر ليتي هي جزء من جزر الملوك في إندونيسيا، وتقع جنوب غرب مقاطعة مالوكو. الجزر الرئيسية هي موا وليتي ولاكور.
مساحة الجزر تلبغ 750 كم² ويبلغ عدد السكان 16000 نسمة تقريباً. وأكبر مدنها أهمها هي مدينة باتي على جزيرة موا. ويشتغل السكان في زراعة الأرز وأشجار جوز الهند والتبغ وتربية الحيوانات وصيد الأسماك.
جزيرة ليتي بروبر، والتي تقع في أقصى غرب مجموعة الجزر، يبلغ عدد سكانها تقريباً 7000 نسمة.
يتكلم السكان لغة ليتي، وهي إحدى اللغات الأسترونيزية.